# Izgubljena generacija
Izgubljena generacija (engl. Lost Generation) pojam je koji označava skupinu američkih pisaca koji su nakon Prvog svjetskog rata, 20-ih godina prošlog stoljeća, otišli u Europu i okupili se posebno u Parizu, koji je tada postao veliko okupljalište pisaca u inozemstvu zbog svoje liberalnosti i otvorenosti. Među njima su bili Ernest Hemingway, Gertrude Stein, Thomas Stearns Eliot, Ezra Pound, Francis Scott Fitzgerald, John Dos Passos i drugi.
Sastajali su se u salonima, mnogo su pili, pušili, često imali ljubavne afere, ali ipak su stvorili jedno od najplodnijih razdoblja i neka od najboljih djela američke književnosti.

### Etimologija
Prvi put je ovaj pojam upotrijebila Gertrude Stein, koja je vodila jedan salon u kojima su se ti umjetnici okupljali i raspravljali o svojim radovima. Na jednom takvom sastanku, rekla je: Svi ste vi izgubljena generacija. Ta rečenica postala je poznata jer ju je Hemingway spomenuo u uvodu svog romana A sunce izlazi (The Sun Also Rises).

## Ideje i obilježja
O samoj srži izgubljene generacije najviše govore neki reprezentativni romani, poput Fitzgeraldovog Velikog Gatsbya (The Great Gatsby) ili Hemingwayevih romana Kome zvono zvoni i A sunce izlazi.
Likovi u njihovim romanima pokazuju viđenje svijeta samih autora, koji su se hrabro suprotstavili materijalizmu i besmislu modernog svijeta. To je bilo vrijeme velikih promjena i znanstvenih otkrića, ali i industrijalizacije i poslijeratnih kriza, nestabilnosti, zbunjenosti. Usredotočili su se na običnog, izgubljenog čovjeka i njegov odnos prema svijetu u kojem se nalazi, ponekad otkrivajući odgovore na ta egzistencijalna pitanja koja ga muče.
Često je glavni junak tragičan lik koji se ne može suprotstaviti sudbini, umire plemenit i pravedan u nepravednom svijetu (npr. kod Hemingwaya: Kome zvono zvoni).

### Utjecaj
U svojim djelima, oni su stvorili temelje jednom sasvim novom obliku u književnosti, modernizmu, te tako utjecali na mnoge kasnije pisce.